# Club Sportivo Independiente Rivadavia
Il Club Sportivo Independiente Rivadavia, o semplicemente Independiente Rivadavia, è una società calcistica argentina con sede nella città di Mendoza. Milita nella  Primera División, la prima serie del calcio argentino. Disputa le sue partite interne presso lo stadio Bautista Gargantini.

## Storia
Il club venne fondato il 24 gennaio 1913. Ha giocato in Primera División nel 1968, 1973, 1977, 1979-1980 e nel 1982, anno in cui raggiunse i quarti di finale del Campeonato Nacional.
Nel 2006-2007 ha vinto il Torneo Argentino A, assicurandosi così un posto in Primera B Nacional. Nel 2007-2008 si è piazzato al 12º posto. La stagione 2008-2009 vedrà la sua quinta partecipazione in seconda divisione.

## Rose delle stagioni precedenti
- 2011-2012

## Palmarès

### Competizioni nazionali
- Torneo Argentino A: 2

1999, 2007
- Primera B Nacional: 1

2023

### Competizioni regionali
- Torneo Regional: 3

1968, 1980, 1982
- Liga Mendocina: 1913, 1914, 1915, 1916, 1917, 1918, 1919, 1920, 1924, 1925, 1926, 1927, 1928, 1929, 1932, 1935, 1936, 1938, 1940, 1945, 1960, 1961, 1962, 1965, 1967, 1970, 1972, 1976, 1978, 1992-1993 e 1993-1994.

## Organico

### Rosa 2025
Aggiornata al 3 luglio 2025.
| N. |                      | Ruolo | Calciatore         |
| -- | -------------------- | ----- | ------------------ |
| 1  | Argentina (bandiera) | P     | Ezequiel Centurión |
| 2  | Uruguay (bandiera)   | D     | Leonard Costa      |
| 4  | Argentina (bandiera) | D     | Mauro Peinipil     |
| 5  | Argentina (bandiera) | C     | Tomás Bottari      |
| 6  | Argentina (bandiera) | D     | Santiago Flores    |
| 7  | Argentina (bandiera) | A     | Victorio Ramis     |
| 11 | Argentina (bandiera) | C     | Diego Tonetto      |
| 12 | Argentina (bandiera) | P     | Agustín Lastra     |
| 13 | Argentina (bandiera) | D     | Alejo Osella       |
| 14 | Argentina (bandiera) | D     | Luciano Gómez      |
| 16 | Argentina (bandiera) | C     | Laureano Rodríguez |
| 19 | Argentina (bandiera) | C     | Mateo Schwartz     |
| 20 | Argentina (bandiera) | A     | Juan Barbieri      |
| 21 | Argentina (bandiera) | C     | Mauricio Cardillo  |

| N. |                      | Ruolo | Calciatore          |
| -- | -------------------- | ----- | ------------------- |
| 22 | Colombia (bandiera)  | A     | Sebastián Villa     |
| 23 | Argentina (bandiera) | P     | Gonzalo Marinelli   |
| 24 | Argentina (bandiera) | D     | Thomas Ortega       |
| 25 | Argentina (bandiera) | C     | Maximiliano Amarfil |
| 26 | Argentina (bandiera) | C     | Matías Fernández    |
| 27 | Argentina (bandiera) | D     | Pedro Souto         |
| 29 | Argentina (bandiera) | D     | Luciano Abecasis    |
| 31 | Argentina (bandiera) | D     | Matías Valenti      |
| 34 | Argentina (bandiera) | A     | Kevin Retamar       |
| 36 | Argentina (bandiera) | D     | Ezequiel Bonifacio  |
| 40 | Paraguay (bandiera)  | D     | Iván Villalba       |
| 42 | Argentina (bandiera) | D     | Sheyko Studer       |
| 43 | Argentina (bandiera) | A     | Fabrizio Sartori    |